# سیتوکین

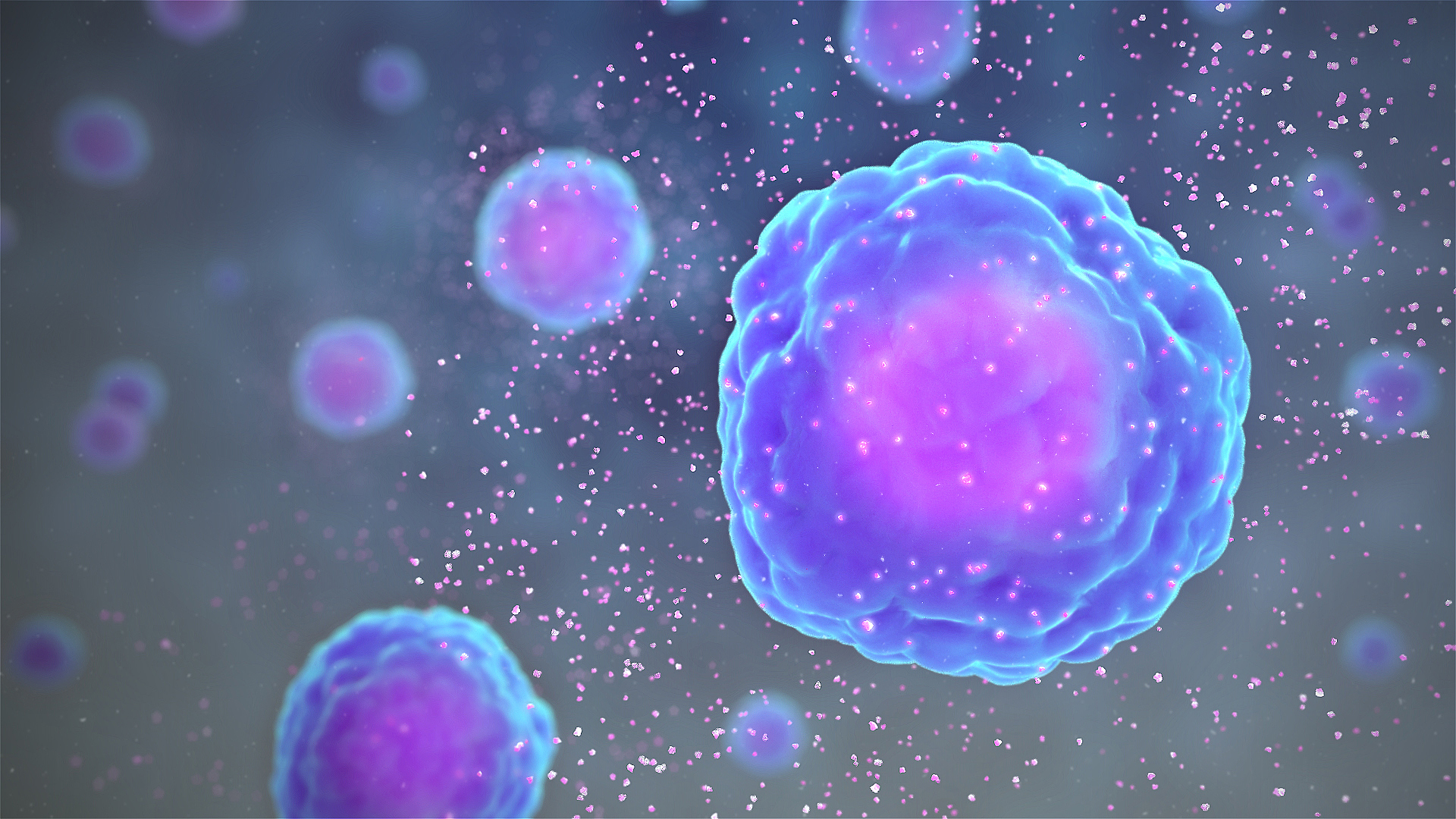
نمای سه‌بعدی از ترشح سیتوکین

سیتوکین (به انگلیسی: Cytokine) دسته‌ای از مولکول‌های پروتئینی محلول در آب هستند که از یاخته‌های گوناگون و بیشتر در پاسخ به یک تحریک ترشح می‌شوند و وظیفهٔ انتقال پیام میان یاخته‌ها را برعهده دارند. پی‌آمد حضور سیتوکین تغییر در رفتار سلول‌های دارای گیرنده سیتوکین ترشح شده از جمله رشد، تغییر یا مرگ یاخته است. کنش و اثر سیتوکین تولید شده از یک سلول بیشتر بر سلول‌های پیرامون همان سلول را شامل می‌گردد ولی می‌تواند کنش‌سیستمی و اثر بر تمامی ارگانیزم را به‌دنبال داشته باشد. سیتوکین دارای اثر اتوکراین (تغییر در خود سلول ترشح‌کننده) و پاراکراین (تغییر در دیگر سلول ها) بوده و می‌تواند مانند یک هورمون اثراتی بر سلول‌های بسیار دورتر از خود نیز داشته باشد.

## سنتز سیتوکین‌ها در سلول‌ها
سیتوکین‌ها از سلول‌های مختلف سیستم ایمنی تولید می‌شوند. ساختار آن‌ها پروتئین، پپتید یا گلیکوپروتئین می‌باشد. سیتوکین‌ها بر اساس عملکرد، سلول‌های مترشحه و سلول‌های هدف دارای چند زیرگروه اینترلوکین، کموکاین، اینترفرون، فاکتور نکروزکننده تومور (TNF)، لنفوکین و منوکین هستند که هرکدام از سلول متفاوتی ترشح می‌شود. البته امروزه این طبقه‌بندی کمتر به کار می‌رود.

## تمایز سیتوکین‌ها از هورمون‌ها
تفکیک سیتوکین‌ها از هورمونها کمی دشوار است ولی چند تفاوت راهگشا است؛ سیتوکینها غلظت کمتری در خون دارند، بر سلول‌های اطراف خود موثرترند، از سلول‌های مختلفی ترشح می‌شوند، بیشتر بر سیستم ایمنی موثرند و ... ولی هورمونها از بافتهای مشخصی مانند غدد با غلظت بیشتر در خون ترشح می‌شوند و عملکردهای متنوعی دارند.

## انواع سیتوکین‌ها
آن دسته از سیتوکین‌ها که از ماکروفاژها ترشح می‌شوند منوکین و آن دسته که از لنفوسیت‌ها ترشح می‌شوند لنفوکین نامیده می‌شوند.سیتوکین‌ها بسیار متنوع هستند و از طریق گیرنده‌هایی که روی سلول‌های مختلف بدن دارند به آن‌ها متصل شده و اثرات خود را بدین شکل اعمال می‌کنند. گروهی از سیتوکین‌ها را اینترلوکین می‌نامند که تعداد آن‌ها بسیار زیاد است و با شماره مشخص می‌شوند مانند اینترلوکین ۱۷. اریتروپوئیتین و تروموبوپویتین نیز از سیتوکین‌ها هستند ولی عملکردی متفاوت از سیستم ایمنی دارند. گروهی نیز همانند هموسیستئین از آمینواسیدهای گوگردداری همانند سیستئین تولید و آزاد می‌گردند.

## کار سیتوکین‌ها در سلول‌ها
موادی که از سلول‌های مختلف بدن از جمله سلول‌های سیستم دفاعی ترشح می‌شود و بر فعالیت‌های سیستم ایمنی تأثیر دارد تحت نام کلی سیتوکین‌ها نامیده می‌شوند. سیتوکین‌ها را بسیاری از سلول‌ها و موادی شبیه سیتوکین را همه سلول‌های بدن در شرایط خاص قادرند ترشح کنند. سیتوکین‌ها قادر به فعال‌سازی ماکروفاژها هستند و لنفوسیتهای B را مبدل به پلاسماسل می‌کنند و تولید کلاس‌های مختلف آنتی بادی را القا می‌کنند. سیتوکین‌ها قادرند با تبدیل دسته‌ای از لنفوسیتهای فعال شده به سلول‌های خاطره‌ای، در بدن ایجاد مصونیت کنند.
برخی از سیتوکین‌ها مستقیماً به سلول‌های سرطانی حمله می‌کنند.